# Stainless Steel Studios
Stainless Steel Studios (SSSI) – producent gier komputerowych. W 1997 roku został założony przez Ricka Goodmana i Darę-Lynn Pelechatz. Przedsiębiorstwo zostało założone w Cambridge (Massachusetts) i skupiło się na produkcji RTS-ów.

## Wyprodukowane gry
| Rok wydania | Tytuł                               | Wydawca    |
| ----------- | ----------------------------------- | ---------- |
| 2001        | Empire Earth                        | Sierra     |
| 2003        | Empires: Dawn of the Modern World   | Activision |
| 2006        | Rise and Fall: Civilizations at War | Midway     |